# ابن سيد الناس
محمد بن محمد بن محمد اليعمري، فتح الدين أبو الفتح الإشبيلي، المعروف بابن سيد الناس (671 هـ، القاهرة - 11 شعبان 734 هـ، القاهرة)، محدث، حافظ، مؤرخ وفقيه أندلسي الأصل.

## مولده
ارتحلت أسرته من الأندلس قبل مولده، واتخذت من القاهرة محل إقامة لها، وبها كان مولده سنة (671 هـ)، وذلك في العقد الأخير من حكم السلطان الظاهر بيبرس (658 - 676 هـ)، وعاصر دولة المماليك في عصرها الأول.

## نشأته
نشأ في أسرة اشتهرت بالعلم والثقافة، فكان والده على جانب كبير من العلم الشرعي والأدبي، وولي مشيخة الكاملية بعد ابن دقيق العيد، كما كان جده يلقب بخطيب تونس وعالم المغرب ، اعتنى به والده منذ صغره، فحرص على تأديبه وتنشئته نشأة دينية، وتولى بنفسه تعليمه كثيراً من المعارف والعلوم وعلى رأسها علم الحديث، فكان شيخه في هذا الباب، وعنه روى كثيراً من الكتب بأسانيدها، وكان يحضره إلى كبار علماء عصره فيجيزونه ، وفي ذلك يقول عن نفسه: «ومولدي في رابع عشر ذي القعدة سنة إحدى وسبعين وست مئة بالقاهرة، وفي هذه السنة أجاز لي الشيخ المُسند نجيب الدين أبو الفرج عبد اللطيف بن عبد المنعم الحرّاني، وكان أبي رحمه الله يخبرني أنه كَناني، وأجلسني في حجره، وكان يسأله عني بعد ذلك، وأجاز لي بعده جماعة، ثم في سنة خمس وسبعين حضرت مجلس سماع الحديث عند جماعة من الأعيان، منهم الحبر الإمام شيخ الإسلام شمس الدين أبو عبد الله محمد بن إبراهيم بن عبد الواحد المقدسي ابن أخي الحافظ عبد الغني المقدسي، وأثبت اسمي في الطباق حاضراً في الرابعة».

## رِحْلاته وأبرز مشايخه وتلاميذه
كانت لابن سيد الناس رحلات عديدة في طلب العلم والسعي إليه، حاله حال من سبقه من علماء المسلمين، فكانت له رحلة إلى بلاد الشام والحجاز والإسكندرية، التقى خلالها بأبرز علمائها، وأشارت المصادر إلى أنه أخذ العلم عما يقارب الألف من العلماء قراءة وسماع وإجازة ، حتى أهلته ليكون واحداً من أبرز علماء عصره، وكان في مقدمتهم الإمام قطب الدين القسطلاني، وعن ذلك يقول: «ثم في سنة خمس وثمانين كتبت الحديث عن شيخنا الإمام قطب الدين أبي بكر محمد بن أحمد بن القسطلاني رحمه الله بخطي، وقرأت عليه بلفظي، وعلى الشيوخ من أصحاب المسند أبي حفص بن طبرزد والعلامة أبي اليُمن الكندي والقاضي أبي القاسم الحرستاني والصوفي أبي عبد الله بن البنّا وأبي الحسن بن البنا، وغيرهم بمصر والإسكندرية والشام والحجاز وغير ذلك، وأجاز لي جماعة من الرواة بالحجاز والعراق والشام وإفريقية والأندلس وغيرهم يطول ذكرهم»، ومن أبرز مشايخه أيضاً الذين ارتحل إليهم وكان لهم عظيم الأثر في حياته وتكوين شخصيته العلمية والأدبية أستاذه الفقيه ابن دقيق العيد وقد كان يحبه ويؤثره ويصغي إلى كلامه ويثني عليه، ومن مشايخه أيضاً الإمام البدر ابن جماعة، والقاضي شمس الدين ابن العماد، وابن المجاور، وابن عساكر، أما تلاميذه فكان من أشهرهم الحافظ الذهبي الذي قال عنه: «سمعت بقراءته وجالسته مرات وحفظت عنه وأجاز لي مما قرأت بخطه».، ومن أشهرهم كذلك الصفدي.

## شعره
للحافظ ابن سيد الناس قصائد كثيرة، وشعر متعدد الأغراض، وصف بالسهل الرقيق، قال عنه الشيخ الصفدي في كتابه الوافي بالوفيات: "وشعره رقيق سهل التركيب منسجم الألفاظ عذب النظم وترسله جيد، وكان النظم عليه بلا كلفة يكاد لا يتكلم إلا بالوزن.
ومن شعره:
مطلع القصيدة العينية في مدح النبي صلى الله عليه وسلم وذكر كرامات الصحابة رضي الله عنهم:
وله في الغزل:
وله أيضاً:
ومنه:

## مؤلفاته
ترك الحافظ ابن سيد الناس للأمة مصنفات عديدة منها ما هو مطبوع متداول في عصرنا هذا، ومنها مالا يزال مخطوطاً في المتاحف والمكتبات الخاصة، ومنها ما فقد وأشارت إليها كتابات المؤرخين، وهي:
- عيون الأثر في فنون المغازي والشمائل والسير.
- نور العيون في تلخيص سيرة الأمين المأمون، وهو مختصر لكتاب عيون الأثر. صدر بتحقيق سليمان الحرش.
- المقامات العلية في كرامات الصحابة الجلية.
- النفح الشذي في شرح جامع الترمذي.
- منح المدح.
- بشرى اللبيب بذكرى الحبيب.
- تحصيل الإصابة في تفضيل الصحابة.
- العباب في الفروع.

## وفاته
أجمعت المصادر على أن الحافظ ابن سيد الناس قد توفي فجأة في الحادي عشر من شهر شعبان سنة (734 هـ)، وذكر في ذلك «أنه دخل عليه واحد من الإخوان يوم السبت حادي عشر شعبان فقام لدخوله ثم سقط من قامته فلقف ثلاث لقفات، ومات من ساعته».، وقال عنه معاصره الأدفوي مبيناً فضله ومكانته: «ولم يخلف بعده في القاهرة ومصر من يقوم بفنونه مقامه، ولا من يبلغ في ذلك مرامه، أعقبه الله السلامة في دار الإقامة».

## رثاؤه
لما توفي الحافظ ابن سيد الناس قيلت فيه العديد من المراثي الفاخرة، وتحدث عن سيرته العلماء، وكان من أبرز من رثاه تلميذه الشيخ صلاح الدين الصفدي بمرثية مطولة قال فيها:

## ثناء العلماء عليه
بلغ الحافظ ابن سيد الناس مكانة رفيعة لدى معاصريه وأقرانه من العلماء، وبالغ تلاميذه وأقرانه في الثناء عليه والإشادة بفضله وعلمه، فهذا تلميذه الإمام الذهبي يثني عليه فيقول: "كان صدوقاً في الحديث حجة فيما ينقله، له بصر نافذ بالفن، وخبرة بالرجال وطبقاتهم، ومعرفة بالاختلاف"، وقال عنه تلميذه الآخر صلاح الدين الصفدي: "كان حافظاً بارعاً، أديباً متفنناً، بليغاً ناظماً ناثراً، كاتباً مترسلاً، خطه أبهج من حدائق الأزهار"، وحدث عنه معاصره الإسنوي فقال: "حافظ الديار المصرية، شيخ البلاغة والبراعة، صاحب النظم الرائق والنثر الفائق " ، وقال عنه الحافظ ابن حجر: "قل أن ترى العيون مثله في فهمه وعلمه وسيلان ذهنه وسعة معارفه وحسن خطه وكثرة أصوله،"، وحدث عنه ابن الوردي في تاريخه فقال: "الحافظ أبو الفتح ابن سيد الناس كان أحد الأذكياء الحفاظ له النظم والنثر والبلاغة والتصانيف المتقنة"، وقال عنه ابن كثير: "اشتغل بالعلم فبرع وساد أقرانه في علوم شتى من الحديث والفقه والنحو وعلوم السير والتاريخ وغير ذلك، وقد جمع سيرة حسنة في مجلدين، وقد حرر وحبر وأفاد، ولم يسلم عن بعض الانتقاد، وله الشعر والنثر الفائق، وحسن التصنيف والترصيف والتعبير وجودة البديهة وحسن الطوية والعقيدة السلفية والاقتداء بالأحاديث النبوية، وتذكر عنه شؤون أخر، الله يتولاه فيها.
ولم يكن بمصر في مجموعه مثله في حفظ الأسانيد والمتون والعلل والفقه والملح والأشعار والحكايات«، وقال البرزالي:» كان أحد الأعيان معرفة وإتقاناً وحفظاً للحديث وتفهماً في علله وأسانيده عالماً بصحيحه وسقيمه مستحضراً للسيرة، له حظ من العربية، حسن التصنيف، صحيح العقيدة، سريع القراءة، جميل الهيئة، كثير التواضع، طيب المجالسة، خفيف الروح، ظريفاً كيساً، له الشعر الرائق والنثر الفائق، وكان محباً لطلبة الحديث ولم يخلف في مجموعه مثله. وقال عنه القطب: إمام محدث حافظ أديب شاعر بارع جمع وألف وخرج وأتقن وصارت له يد طولى في الحديث والأدب مع الإتقان ثبت فيما ينقل ويضبط من أحسن الناس محاضرة.